# (6917) 1993 FR2
1993 أف أر 2 (ويعرف أيضًا باسم (6917) 1993 أف أر 2 وفق تسمية الكوكب الصغير) (بالإنجليزية: 1993 FR2)‏ هو كويكب ضمن حزام الكويكبات؛ وترتيبه 6917 من حيث الاكتشاف.
اكتُشف هذا الجُرم الفلكي بواسطة Satoru Otomo ‏ في 29 مارس 1993.

## وصلات خارجية
- (6917) 1993 FR2 في قاعدة بيانات مختبر الدفع النفاث لأجرام النظام الشمسي الصغيرة

- الاكتشاف · مخطط المدار ·  العناصر المدارية · المعلمات المادية

- (6917) 1993 FR2 على موقع ويكي سكاي: DSS2, SDSS, GALEX, IRAS, Hydrogen α, X-Ray, Astrophoto, Sky Map, Articles and images